# بانداي (اليابان)
بانداي  هي بلدية في اليابان، وبلدة في اليابان، تقع في فوكوشيما، بلغ عدد سكانها 3,477  نسمة وذلك حسب إحصائيات سنة 2018، تبلغ مساحتها 59.77 كيلومتر مربع.